# Diocesi di Koszalin-Kołobrzeg
La diocesi di Koszalin-Kołobrzeg (in latino Dioecesis Coslinensis-Colubregana) è una sede della Chiesa cattolica in Polonia suffraganea dell'arcidiocesi di Stettino-Kamień. Nel 2023 contava 832.240 battezzati su 917.160 abitanti. La sede è vacante.

## Territorio
La diocesi comprende parte dei voivodati della Pomerania, della Pomerania Occidentale e della Grande Polonia e si estende sui comuni di Koszalin, Słupsk, Piła, Kołobrzeg, Szczecinek, Wałcz, Białogard, Ustka, Trzcianka, Świdwin, Darłowo, Sławno, Złocieniec, Miastko, Drawsko Pomorskie, Jastrowie, Połczyn-Zdrój, Czaplinek, Sianów, Czarne, Krzyż Wielkopolski, Karlino, Bobolice, Borne Sulinowo, Kalisz Pomorski, Kępice, Okonek, Barwice, Polanów, Mirosławiec, Tychowo, Gościno, Człopa, Biały Bór, Tuczno, Szydłowo, Wieleń (parte settentrionale).
Confina a nord con il mar Baltico, a ovest con l'arcidiocesi di Stettino-Kamień, a sud con la diocesi di Zielona Góra-Gorzów, con l'arcidiocesi di Poznań, con l'arcidiocesi di Gniezno e con la diocesi di Bydgoszcz e a est con la diocesi di Pelplin.
Sede vescovile è la città di Koszalin, dove si trova la cattedrale dell'Immacolata Concezione di Maria Vergine. A Kołobrzeg sorge la concattedrale dell'Assunzione di Maria Vergine. In diocesi sorgono anche la chiesa della Santa Famiglia a Piła, già cattedrale della prelatura territoriale di Schneidemühl, e la basilica minore dell'Assunzione della Beata Vergine Maria a Skrzatusz, nel comune di Szydłowo.
Il territorio si estende su 14.640 km² ed è suddiviso in 24 decanati e in 220 parrocchie.

## Storia
Kołobrzeg fu sede di una diocesi medievale, eretta nel 1000 come suffraganea dell'arcidiocesi di Gniezno, che fu la prima sede metropolitana polacca. Fu nominato come primo, ed unico vescovo, Reinbern. La sua politica di distruzione degli idoli pagani portò ad una sollevazione popolare che lo costrinse alla fuga. Caduto in disgrazia presso il re, fu arrestato e morì in prigione nel 1012 o 1013. Alla sua morte la diocesi fu soppressa. Ignoto è il luogo della primitiva cattedrale. All'inizio del XIII secolo fu costruita la chiesa di Santa Maria, diventata nel 1219 una collegiata, con un proprio capitolo e una scuola capitolare. Ricostruita in stile gotico all'inizio del XIV secolo, fu distrutta nel 1945. Ricostruita, è diventata la concattedrale della diocesi di Koszalin-Kołobrzeg.
L'odierna diocesi è stata eretta il 28 giugno 1972 con la bolla Episcoporum Poloniae di papa Paolo VI, ricavandone il territorio dalla diocesi di Berlino (oggi arcidiocesi) e dalla prelatura territoriale di Schneidemühl. Originariamente era suffraganea dell'arcidiocesi di Gniezno.
Il 25 marzo 1992 nell'ambito della riorganizzazione delle diocesi polacche voluta da papa Giovanni Paolo II con la bolla Totus tuus Poloniae populus, è entrata a far parte della provincia ecclesiastica di Stettino-Kamień. Contestualmente ha ceduto porzioni di territorio alla diocesi di Pelplin e ha inglobato porzioni di territorio che erano appartenute alla diocesi di Gorzów (oggi diocesi di Zielona Góra-Gorzów).
Il 24 febbraio 2004 ha ceduto ancora una porzione del suo territorio a vantaggio dell'erezione della diocesi di Bydgoszcz.

## Cronotassi dei vescovi
Si omettono i periodi di sede vacante non superiori ai 2 anni o non storicamente accertati.
- Ignacy Ludwik Jeż † (28 giugno 1972 - 1º febbraio 1992 ritirato)
- Czesław Domin † (1º febbraio 1992 - 15 marzo 1996 deceduto)
- Marian Gołębiewski † (20 luglio 1996 - 3 aprile 2004 nominato arcivescovo di Breslavia)
- Kazimierz Nycz (9 giugno 2004 - 3 marzo 2007 nominato arcivescovo di Varsavia)
- Edward Dajczak (23 giugno 2007 - 2 febbraio 2023 dimesso)
- Zbigniew Jan Zieliński (2 febbraio 2023 succeduto - 19 marzo 2025 nominato arcivescovo di Poznań)

## Statistiche
La diocesi nel 2023 su una popolazione di 917.160 persone contava 832.240 battezzati, corrispondenti al 90,7% del totale.
| anno | popolazione | popolazione | popolazione | presbiteri | presbiteri | presbiteri | presbiteri                | diaconi | religiosi | religiosi | parrocchie |
| anno | battezzati  | totale      | %           | numero     | secolari   | regolari   | battezzati per presbitero | diaconi | uomini    | donne     | parrocchie |
| ---- | ----------- | ----------- | ----------- | ---------- | ---------- | ---------- | ------------------------- | ------- | --------- | --------- | ---------- |
| 1980 | 929.000     | 983.000     | 94,5        | 363        | 255        | 108        | 2.559                     |         | 116       | 289       | 183        |
| 1990 | 967.200     | 1.019.700   | 94,9        | 459        | 343        | 116        | 2.107                     |         | 124       | 314       | 229        |
| 1999 | 850.000     | 930.000     | 91,4        | 504        | 385        | 119        | 1.686                     |         | 130       | 288       | 220        |
| 2000 | 849.500     | 928.000     | 91,5        | 506        | 388        | 118        | 1.678                     |         | 128       | 273       | 223        |
| 2001 | 850.000     | 935.000     | 90,9        | 522        | 397        | 125        | 1.628                     |         | 131       | 257       | 223        |
| 2002 | 850.000     | 933.000     | 91,1        | 522        | 411        | 111        | 1.628                     |         | 119       | 276       | 226        |
| 2003 | 890.000     | 965.050     | 92,2        | 537        | 418        | 119        | 1.657                     |         | 126       | 276       | 227        |
| 2004 | 890.000     | 965.000     | 92,2        | 537        | 419        | 118        | 1.657                     |         | 125       | 276       | 227        |
| 2006 | 910.900     | 925.000     | 98,5        | 527        | 415        | 112        | 1.728                     |         | 119       | 255       | 217        |
| 2013 | 833.058     | 912.929     | 91,3        | 565        | 441        | 124        | 1.474                     |         | 131       | 231       | 220        |
| 2016 | 833.058     | 912.929     | 91,3        | 563        | 433        | 130        | 1.479                     |         | 135       | 227       | 220        |
| 2019 | 811.430     | 901.120     | 90,0        | 536        | 412        | 124        | 1.513                     |         | 129       | 234       | 221        |
| 2021 | 820.960     | 911.700     | 90,0        | 541        | 412        | 129        | 1.517                     |         | 135       | 227       | 221        |
| 2023 | 832.240     | 917.160     | 90,7        | 552        | 419        | 133        | 1.507                     |         | 139       | 231       | 220        |

## Galleria d'immagini

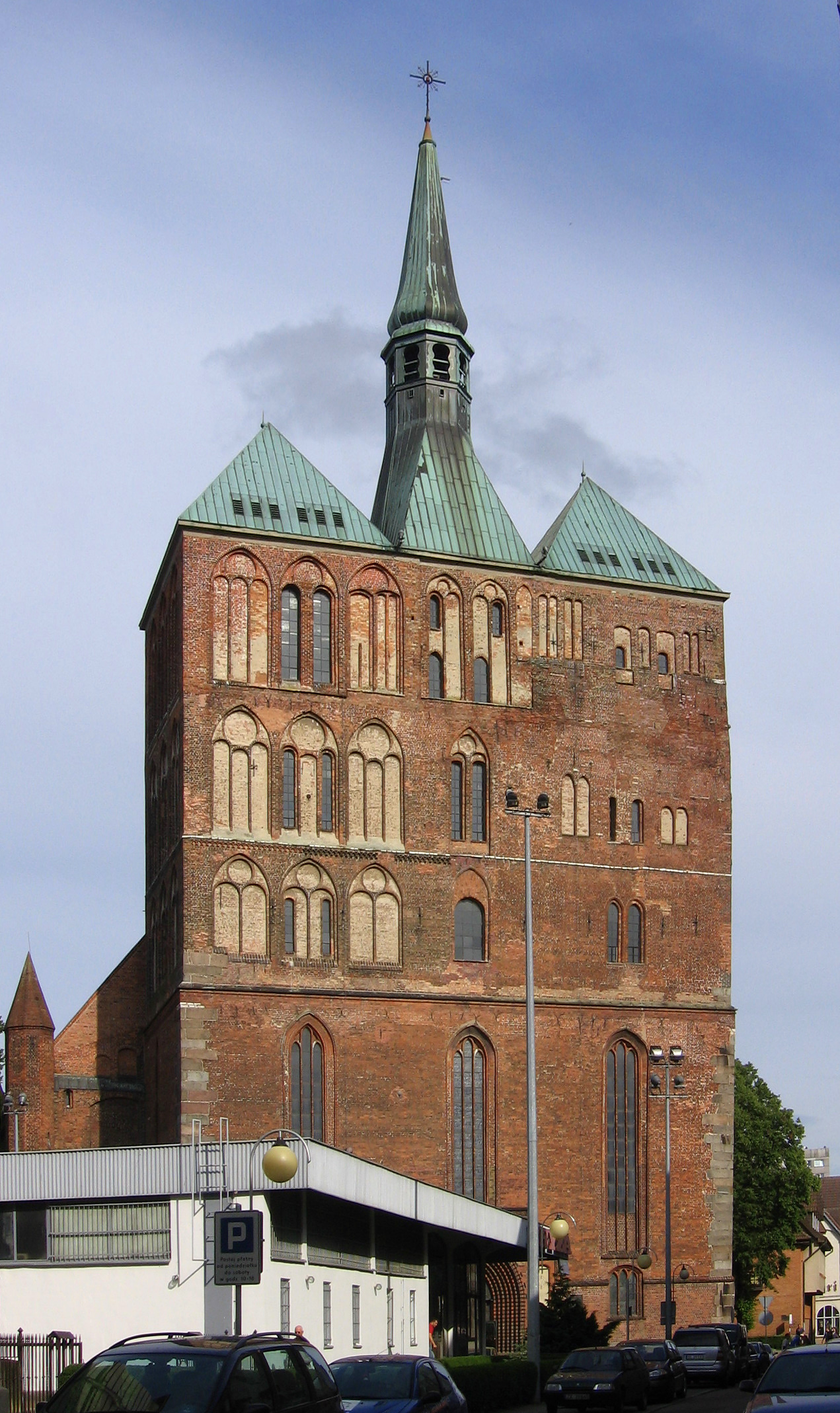
La concattedrale dell'Assunzione di Maria Vergine a Kołobrzeg
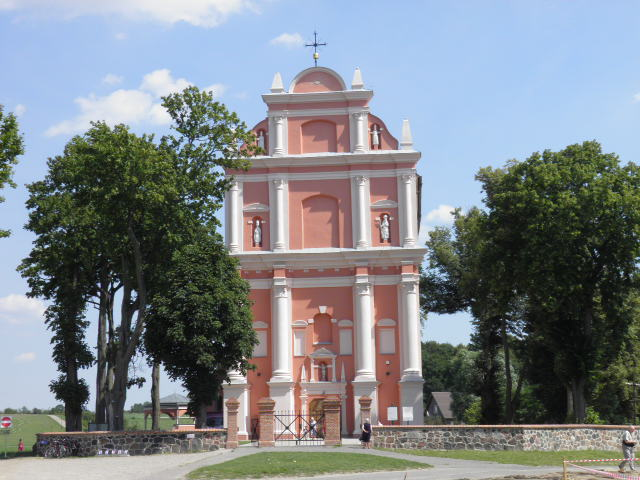
La basilica minore dell'Assunzione della Beata Vergine Maria a Skrzatusz
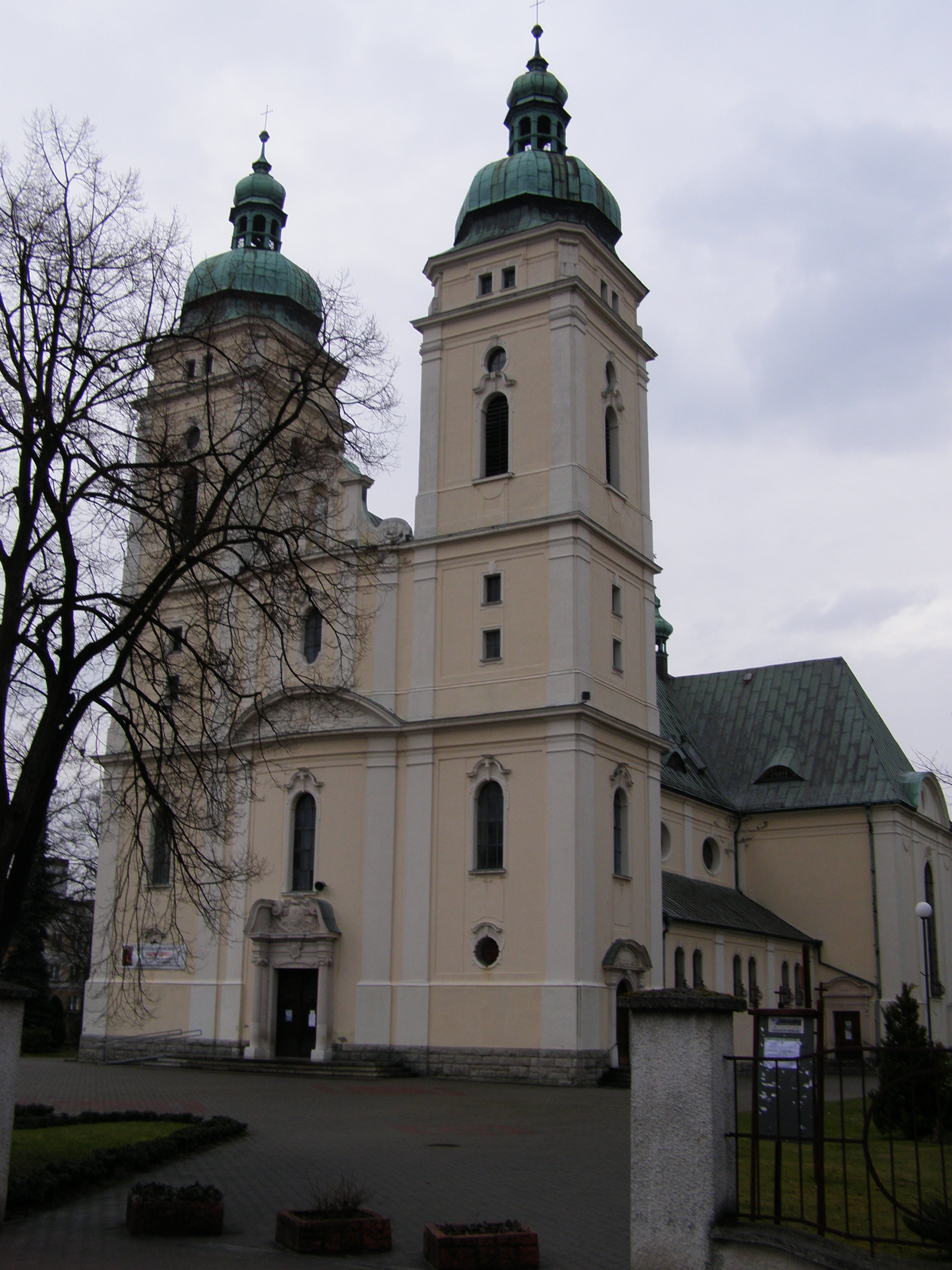
L'ex cattedrale della Santa Famiglia a Piła
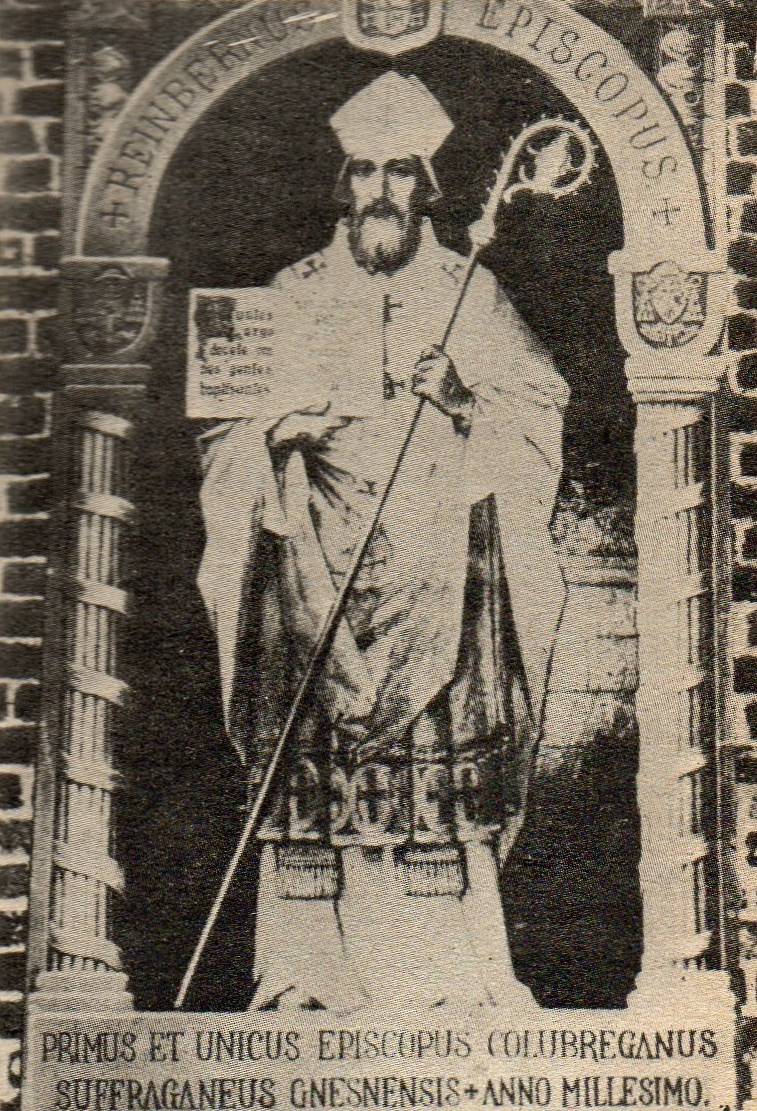
Reinbern, unico vescovo di Kołobrzeg